# Солянка туполистная
Соля́нка туполи́стная (лат. Sālsola acutifōlia) — однолетнее травянистое растение; вид рода Солянка (Salsola) семейства Амарантовые (Amaranthaceae).

## Ботаническое описание
Терофит. Однолетнее сизоватое растение, голое; стебель прямостоячий, у основания разветвлённый, до 40—50 см высотой.
Нижние листья супротивные или почти супротивно сближены, верхние очерёдные, мясистые, линейные, на поперечном срезе полуцилиндрические, на верхушке притупленные или слабо заострённые.
Цветки обычно по три (иногда одиночные, когда боковые цветки не развиваются) в пазухах укороченных и вздутых при основании прицветных листьев, собранные в общие колосовидные соцветия. Околоцветники пятичленные, листочки сросшиеся при основании, на верхушке мелкозубчатые или реснитчатые, при плодах образуют ближе к верхушке толстоватые крыловидные или бугорчатые придатки красноватого или зелёного цвета. Семена 2—2,5 мм в диаметре. Цветёт в августе — сентябре, плодоносит в сентябре — октябре. Размножается семенами.

## Распространение и местообитание
Юго-запад европейской части России (Нижняя Волга и Нижний Дон), Западная Сибирь (юг), Казахстан, Средняя Азия. На Украине — отдельные местообитания на побережьях Азовского и Чёрного морей (регионы — Донецкая, Одесская, Запорожская области).

## Охранный статус

### На Украине
Входит в Красную книгу Украины.